# Proclamation de Juan Carlos Ier
Pour les investitures des autres rois d'Espagne, voir Investiture des rois d'Espagne.

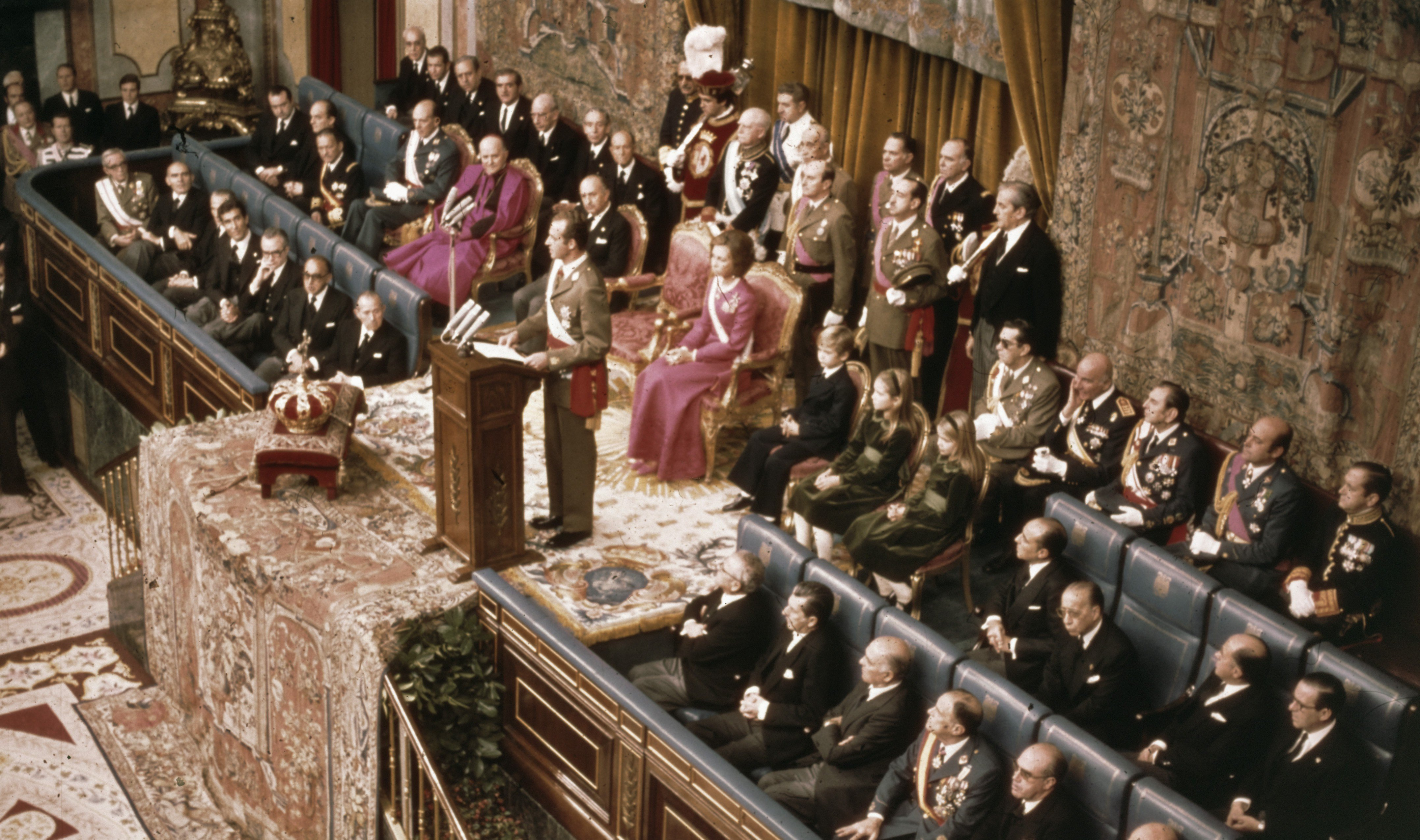
Prestation de serment de Juan Carlos Ier.

La proclamation de Juan Carlos Ier, qui a lieu le samedi 22 novembre 1975, désigne l'acte solennel par lequel, devant les Cortes espagnoles, le prince Juan Carlos de Bourbon devient officiellement roi d'Espagne.

## Contexte

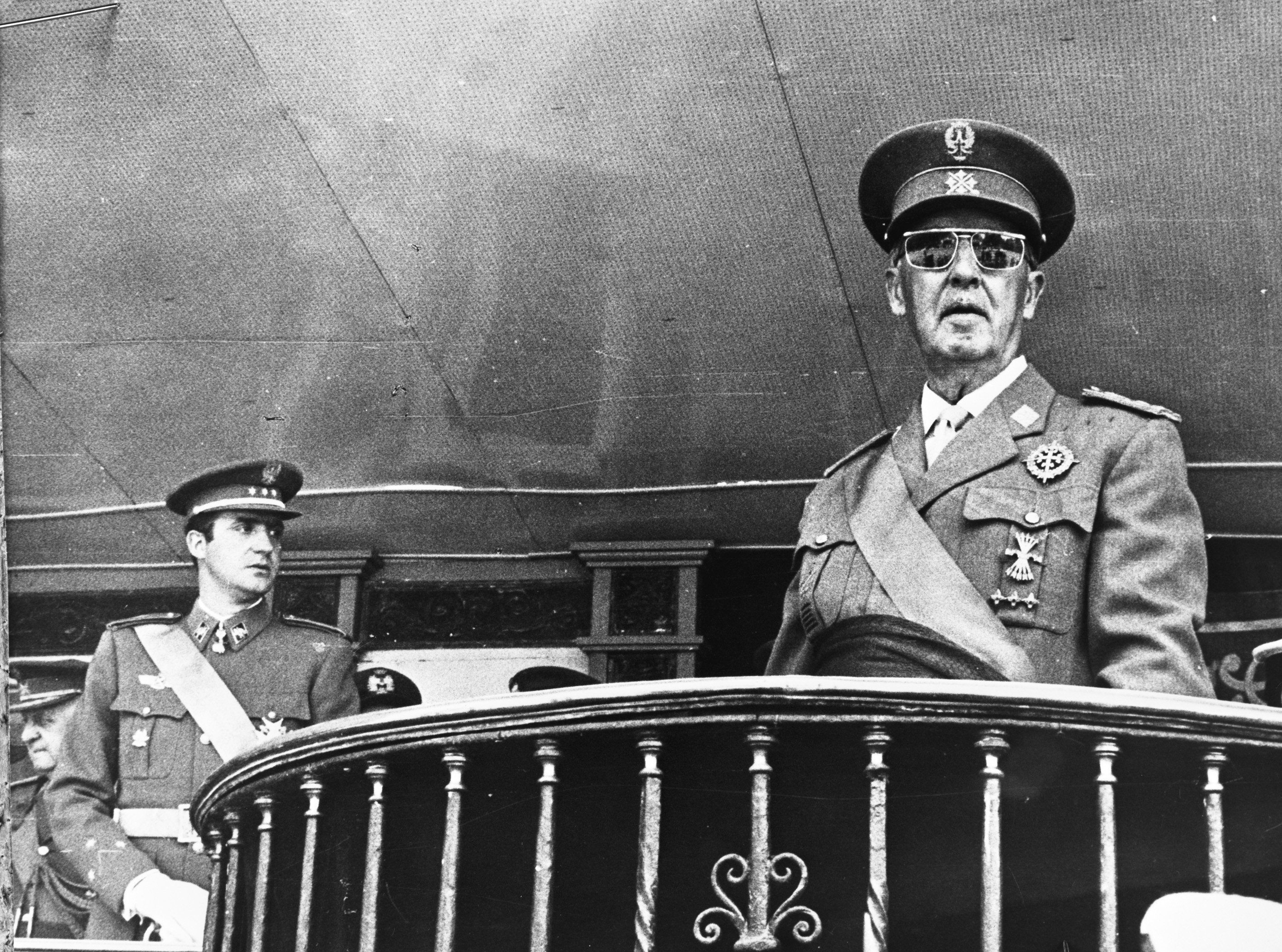
Juan Carlos et Franco en 1969.

En 1947, la loi de succession du chef de l'État établit que Franco proposera lui-même son successeur à la tête de l'Espagne. En juillet 1969, il désigne Juan Carlos de Bourbon comme futur roi d'Espagne, nomination approuvée par les Cortes espagnoles le 22 juillet suivant, devant lesquelles Juan Carlos prête serment le même jour de respecter et de faire respecter les lois fondamentales du royaume et les principes du Mouvement national, c'est-à-dire l'idéologie franquiste.
Le 30 octobre 1975, Franco contracte la péritonite. Informé de la gravité de son état par l'équipe médicale qui le soigne, le dictateur ordonne son remplacement par le prince Juan Carlos, qui assure l'intérim à la tête de l'État. Franco meurt le 20 novembre 1975. Deux jours plus tard, le 22 novembre, Juan Carlos est proclamé roi d'Espagne par les Cortes espagnoles sous le nom de Juan Carlos Ier.

## Proclamation
La cérémonie de proclamation se déroule au palais des Cortès. Arrivé en simple prince d'Espagne, Juan Carlos prête serment de respecter les principes du Mouvement national. Le président du Conseil de régence déclame les paroles d'usage et tient une Bible sur laquelle le prince pose sa main, avant que ce dernier réponde :
« Juro por Dios, y sobre los santos Evangelios, cumplir y hacer cumplir las Leyes Fundamentales del Reino y guardar lealtad a los Principios que informan el Movimiento Nacional. »
« Je jure devant Dieu, et sur les saints Évangiles, d'accomplir et d'appliquer les lois fondamentales du royaume et de rester fidèle aux principes qui inspirent le Mouvement national. »
Juan Carlos Ier prononce ensuite son premier discours en tant que roi d'Espagne, dans lequel il exprime son désir d'être le roi de tous les Espagnols.
Plusieurs membres de la famille du roi assistent à la proclamation : son épouse Sophie, ses sœurs Pilar et Margarita, et ses enfants Elena, Cristina et Felipe. À l'inverse, les parents du roi, le comte et la comtesse de Barcelone, ne sont pas présents en raison de l'hostilité des cadres franquistes à l'égard du prétendant légitime à la Couronne (voir infra). En outre, aucun chef d'État étranger n'assiste à la cérémonie, qui est retransmise à la télévision dans plus de 30 pays et suivie par plus de 300 millions de téléspectateurs.

## Messe du Saint-Esprit
Le 27 novembre 1975, une cérémonie d'onction appelée « messe du Saint-Esprit » (en espagnol : Misa de Espíritu Santo) a lieu dans l'église Saint-Jérôme-le-Royal à Madrid, sous la présidence du cardinal Vicente Enrique y Tarancón, président de la Conférence épiscopale espagnole.
Contrairement à la proclamation devant les Cortes franquistes, un nombre important de dirigeants de pays démocratiques et de membres de familles royales font le déplacement à Madrid, parmi lesquels les présidents français Valéry Giscard d'Estaing, allemand Walter Scheel et irlandais Cearbhall Ó Dálaigh, le prince Philip, duc d'Édimbourg, le prince Albert de Belgique, le prince Bertil de Suède, le grand-duc héritier Henri de Luxembourg, le prince héréditaire Hans-Adam de Liechtenstein, mais aussi le prince Rainier III et la princesse Grace de Monaco. Le dictateur chilien Augusto Pinochet, venu assister aux funérailles du Caudillo, est quant à lui tenu à l'écart de la cérémonie religieuse.
Malgré leurs efforts pour tenter de dissocier leur accession au trône des cérémonies entourant la mort de Franco, les souverains espagnols considèrent comme un échec l'absence de membres de la famille royale de Norvège, et a fortiori de la famille royale de Danemark à laquelle la reine Sophie est apparentée, les gouvernements des deux pays considérant Juan Carlos Ier comme le chef d'État d'une dictature. À l'issue de la cérémonie, un déjeuner est servi aux convives au palais d'Orient.

## Question dynastique
Selon les règles dynastiques, la succession aurait dû revenir au père de Juan Carlos Ier, le comte de Barcelone, troisième fils et héritier des droits dynastiques du roi Alphonse XIII, déchu en 1931. Cependant, les relations peu cordiales entre le comte et Franco ont conduit à un saut dans la ligne de succession et à la nomination de Juan Carlos comme prince d'Espagne, un nouveau titre avec lequel Franco a cherché à se distancer de la monarchie libérale prônée par le prétendant au trône. En acceptant cette nomination, le prince Juan Carlos a créé un conflit interne à la maison royale d'Espagne. Le comte de Barcelone ne fait toutefois pas obstacle à l'accession au trône de son fils.
Le 14 mai 1977, le comte de Barcelone renonce officiellement à ses droits dynastiques historiques et à son statut de chef de la maison royale en faveur de Juan Carlos. Avec cette renonciation, la dynastie historique reprend ses droits. Après la proclamation de Juan Carlos Ier comme roi d'Espagne et la renonciation de don Juan à ses droits au trône, l'infant Felipe devient l'héritier de la Couronne et est investi du titre de prince des Asturies le 1er novembre 1977.